# Анна Амалия фон Баден-Дурлах
Анна Амалия фон Баден-Дурлах (на немски: Anna Amalie von Baden-Durlach; * 9 юли 1595, Дурлах; † 18 ноември 1651, Саарбрюкен) е маркграфиня от Баден-Дурлах и чрез женитба графиня на Насау-Саарбрюкен, регент от 1640 до 1651 г.

## Живот
Тя е дъщеря на маркграф Георг Фридрих фон Баден-Дурлах (1573 – 1638) и първата му съпруга Юлиана Урсула фон Салм-Нойфвил (1572 – 1614), дъщеря на Вилд- и Рейнграф Фридрих фон Залм-Нойфвил.
Анна Амалия се омъжва на 25 ноември 1615 г. в Саарбрюкен за граф Вилхелм Лудвиг фон Насау-Саарбрюкен (1590 – 1640). На 16 юни 1635 г. цялата фамилия бяга в свободния имперски град Мец.
Вилхелм Лудвиг умира на 22 август 1640 г. в Мец. През 1643 г. вдовицата Анна Амалия се мести с децата им отново в Саарбрюкен. Тримата им синове поделят територията на 31 март 1659 г.

## Фамилия
Анна Амалия и граф Вилхелм Лудвиг фон Насау-Саарбрюкен имат децата:
- Анна Юлиана (1617 – 1667), ∞ 1640 г. за пфалцграф и херцог Фридрих фон Пфалц-Цвайбрюкен (1616 – 1661)

- Мориц (*/† 1618)
- Шарлота (1619 – 1687), ∞ 1650 г. граф Лудвиг Еберхард фон Лайнинген-Вестербург-Риксинген (1624 – 1688)

- Крафт (1621 – 1642 в битка)
- Анна Амалия (1623 – 1695), канонеса в Херфорд
- Йохан Лудвиг (1625 – 1690); получава Отвайлер, ∞ 1649 г. пфалцграфиня Доротея Катарина фон Пфалц-Биркенфелд-Бишвайлер (1634 – 1715)

- Елизабет Сибила (1626 – 1627)
- Мария Сибила (1628 – 1699), ∞ 1651 г. херцог Август Филип фон Шлезвиг-Холщайн-Зондербург-Бек (1612 – 1675)

- Георг Фридрих (*/† 1630)
- Густав Адолф (1632 – 1677); получава Саарбрюкен, ∞ 1662 г. графиня Елеанора Клара фон Хоенлое-Нойенщайн (1632 – 1709)

- Георг Фридрих (1633 – 1635)
- Валрад (1635 – 1702); получава Узинген, ∞ 1678 г. графиня Катерина Франсоаз дьо Круа-Рьолкс († 1686), ∞ 1688 г. графиня Магдалена Елизабет фон Льовенщайн-Вертхайм-Рошфор (1662 – 1733)